# Antigone (Iwan Bunin)

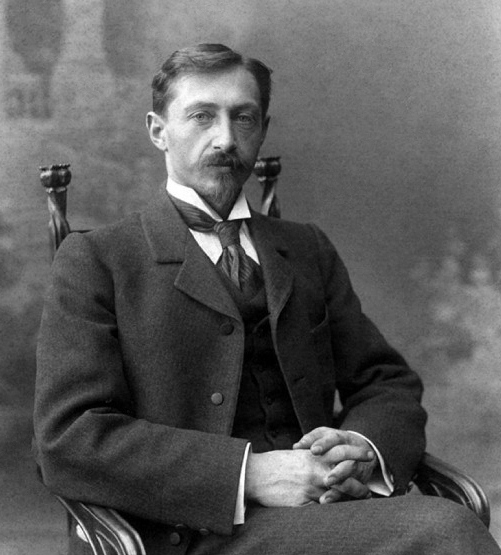
Iwan Bunin im Jahr 1901 auf einem Foto von Maxim Dmitrijew

Antigone (russisch Антигона, Antigona) ist eine Kurzgeschichte des russischen Nobelpreisträgers für Literatur Iwan Bunin, die am 2. Oktober 1940 vollendet wurde und 1943 in dem Sammelband Dunkle Alleen in New York erschien.

## Inhalt
Die Geschichte spielt nach dem Russisch-Japanischen Krieg in Russland. Jeden Sommer macht der Student Pawlik bei seinen reichen Verwandten einen Anstandsbesuch; so auch in diesem Juni. Die Begrüßung durch die Tante ist wie immer herzlich. Pawlik heuchelt Freude. Der potentielle Erbe wird noch drei Tage auf solche Art lügen und dann abreisen. Da kommt dem jungen Mann der Onkel, ein beleibter General, sacht entgegengerollt. Exzellenz hat beide Beine verloren. Den Rollstuhl schiebt die jugendliche Krankenschwester Katerina Nikolajewna. Pawlik ist von der strahlend sauberen, robusten Schönheit ganz eingenommen. Der gutgelaunte General nennt die Krankenschwester seine Antigone.
Für Pawlik ergibt sich zunächst keine Möglichkeit zu einem ersten Gespräch mit Katerina. Er ist im ersten Stock des weiträumigen Gutshauses untergebracht. In der ersten Nacht stellt er voyeuristisch an der Zwischentür fest: Das Nachbarzimmer bewohnt eine weibliche Person. Das Stubenmädchen kann es kaum sein. Das wird im Gesindebereich des Hauses schlafen. Und Marja Iljinischna, die steinalte Dienerin, nächtigt – rund um die Uhr dienstbereit – im Parterre direkt neben der Tante.
Am nächsten Tag will Pawlik des schlechten Wetters wegen nicht ausreiten und vertreibt sich die Zeit im Diwanzimmer an den Bücherborden. Katerina, die sich ein Buch holen will, wird von Pawlik ausgefragt. Es stellt sich heraus, beider Zimmer stoßen tatsächlich aneinander. Die biegsame Katerina setzt den körperlichen Annäherungen des Studenten keinerlei Widerstand entgegen. Als er zur Sache kommen will und Katerina auf einen Diwan drängt, entgegnet die praktisch veranlagte Krankenschwester, „im Liegen sehen und hören wir nichts“, bleibt stehen und öffnet die Schenkel. Pawlik erreicht nicht nur sofort das Ziel seiner Wünsche, sondern darf obendrein die darauffolgende Nacht in Katerinas Bett verbringen. Am Morgen wird das Liebespaar durch Klopfen an der verschlossenen Tür gestört. Exzellenz sind unpässlich und benötigt Katerinas Dienste, lässt sich die lästige Iljinischna draußen dringlich vernehmen. Pawlik entweicht flugs über die Zwischentür.
Die Romanze wird durch die resolute Tante sofort beendet. Pawlik war auf nackten Sohlen geflüchtet. Katerina hatte aufgeschlossen. Marja Iljinischna hatte die Herrenpantoffeln vor dem Bett der Krankenschwester nicht übersehen und die Herrin ins Bild gesetzt.
Katerina muss am selben Tage das Anwesen verlassen. Eine neue Krankenschwester wird gesucht.

## Deutschsprachige Ausgaben
Verwendete Ausgabe
- Antigone. Deutsch von Erich Ahrndt. S. 354–364 in: Karlheinz Kasper (Hrsg.): Iwan Bunin: Dunkle Alleen. Erzählungen 1920–1953. 580 Seiten. Aufbau-Verlag, Berlin 1985

## Anmerkung
1. ↑  
Griechische Mythologie: Ödipus tötet Laios und zeugt mit Iokaste Antigone. In der späten Erkenntnis des Vatermordes und des Inzestes sticht sich Ödipus die Augen aus. Antigone ist die Blindenführerin des Vaters auf dem Wege in die Verbannung nach Kolonos.